# Insieme polare
In matematica, in particolare in analisi funzionale, un insieme polare di un sottoinsieme di uno spazio vettoriale è un insieme nello spazio duale che soddisfa determinate proprietà.

## Definizione
Si definisce coppia duale una tripla composta da due spazi vettoriali {\displaystyle X} e {\displaystyle Y} sullo stesso campo {\displaystyle \mathbb {F} } (dei numeri reali o complessi) e da una forma bilineare {\displaystyle \langle ,\rangle :X\times Y\to \mathbb {F} } tale che:
- {\displaystyle \forall x\in X\setminus \{0\}\quad \exists y\in Y:\langle x,y\rangle \neq 0}
- {\displaystyle \forall y\in Y\setminus \{0\}\quad \exists x\in X:\langle x,y\rangle \neq 0}

Due elementi {\displaystyle x\in X} e {\displaystyle y\in Y} sono ortogonali se {\displaystyle \langle x,y\rangle =0}, mentre due insiemi {\displaystyle M\subseteq X} e {\displaystyle N\subseteq Y} sono ortogonali se ogni coppia di elementi in {\displaystyle M} e {\displaystyle N} è formata da vettori ortogonali fra loro.
L'insieme polare di un sottoinsieme {\displaystyle A} in {\displaystyle X} è l'insieme {\displaystyle A^{\circ }} in {\displaystyle Y} definito come:
{\displaystyle A^{\circ }:=\{y\in Y:\sup _{x\in A}|\langle x,y\rangle |\leq 1\}}
L'insieme detto insieme bipolare di un sottoinsieme {\displaystyle A} di {\displaystyle X} è il polare in {\displaystyle X} di {\displaystyle A^{\circ }}, e si denota con {\displaystyle A^{\circ \circ }}.

## Proprietà
- {\displaystyle A^{\circ }} è assolutamente convesso
- Se {\displaystyle A\subseteq B} allora {\displaystyle B^{\circ }\subseteq A^{\circ }}
- {\displaystyle (\gamma A)^{\circ }={\frac {1}{\mid \gamma \mid }}A^{\circ }\qquad \forall \gamma \neq 0}
- {\displaystyle (\bigcup _{i\in I}A_{i})^{\circ }=\bigcap _{i\in I}A_{i}^{\circ }}
- Per una coppia duale {\displaystyle (X,Y)}, {\displaystyle A^{\circ }} è chiuso in {\displaystyle Y} rispetto alla topologia debole* su {\displaystyle Y}.
- Il bipolare {\displaystyle A^{\circ \circ }} di {\displaystyle A} è l'inviluppo assolutamente convesso di {\displaystyle A}, ovvero il più piccolo insieme assolutamente convesso contenente {\displaystyle A}. Se {\displaystyle A} è già assolutamente convesso allora {\displaystyle A^{\circ \circ }=A}.